# Реформатские баптисты
Реформатские баптисты, партикулярные баптисты и кальвинистские баптисты — это баптисты, придерживающиеся кальвинистской сотериологии (веры в спасение). В зависимости от конфессии, кальвинистские баптисты придерживаются  реформатского богословия в различной степени, от простого принятия Пяти пунктов кальвинизма до модифицированной формы федерализма; все кальвинистские баптисты отвергают классическое реформатское учение о крещении в детстве. Хотя реформатские баптистские конфессии утверждают взгляды на природу крещения, схожие с взглядами классических реформаторов, они отвергают младенцев как подходящих субъектов крещения. Первая кальвинистская баптистская церковь была образована в 1630-х годах. Баптистское исповедание веры 1689 года представляет собой важное собрание верований реформированных баптистов. Название «реформатские баптисты» появилось во второй половине XX века и обозначало баптистов, сохранивших баптистскую экклезиологию и ещё раз утвердивших реформатское библейское богословие, такое как богословие Завета.

## Реформированные баптистские традиции

### Партикулярные баптисты
Партикулярные баптисты — это группа, которая отделилась от Церкви Англии в XVII веке. Они придерживаются реформатского богословия в большей спепени, чем другие кальвинистские баптистские группы, и обычно разделяют тезисы Лондонского исповедания 1689 года. Значимыми фигурами были Джон Баньян, Джон Гилл и Чарльз Сперджен. В прошлом веке группа стала более популярной, поскольку всё больше баптистов отождествляли себя с пуританскими учениями.

### Строгие баптисты
Группы, называющие себя строгими баптистами, часто отличаются от других конфессий, называющих себя «реформатскими баптистами», разделяя ту же кальвинистскую доктрину, но отличаясь церковным устройством;  «Строгие баптисты» обычно предпочитают конгрегационалистское устройство . 
Группа строгих баптистов, называемых строгими и партикулярными баптистами, — это баптисты, которые верят в кальвинистскую интерпретацию христианского спасения. Партикулярные баптисты возникли в Англии в XVII веке под руководством радикального странствующего священника Уильяма Гэдсби и получили свое название от учения о персональном искуплении, в то время как термин «строгие» относится к практике закрытого причастия. Их религиозные убеждения отражены в виде баптистской конфессии «Евангельский стандарт строгих баптистов» .

### Элементарные баптисты
Элементарные баптисты придерживаются реформатской сотериологии. Такие баптисты подчеркивают учение о том, что «только Бог является автором спасения, и поэтому любые усилия людей, направленные на то, чтобы спастись или заставить других обратиться, являются просто формой «дел праведности», которая подразумевает, что грешники могут повлиять на своё собственное спасение». Таким образом, они отвергли концепцию миссий.

### Обычные баптисты
Обычные баптисты (Regular Baptists) придерживаются реформатской сотериологии. Те, кто принадлежит к старообычным баптистам, в основном придерживаются догматов кальвинизма, «но утверждают, что Бог никогда никого не предназначал для ада и что погибнут только те, кто не внемлет Слову Божьему».

### Объединённые баптисты
Некоторые конфессии объединенных баптистов проповедуют реформатскую сотериологию.

### Баптисты Верховной Благодати
Баптисты верховной благодати в самом широком смысле — это любые «кальвинистские» баптисты, которые принимают доктрину про верховную благодать Божью в спасении и предопределении. В более узком смысле, некоторые церкви и группы предпочитают использовать в своём названии словосочетание «Верховная благодать», а не термины «кальвинизм», «кальвинист» или «реформатский баптизм». Сюда входят и те, кто предпочитает Баптистское исповедание веры 1644 года Исповеданию 1689 года, и кто критикует теологию завета.
Все эти группы в целом согласны с пятью пунктами кальвинизма: полная греховность, безусловное избрание, ограниченное искупление, непреодолимая благодать и стойкость святых. Группы, называющие себя «баптистами верховной благодати», в XVIII веке находились под особым влиянием трудов Джона Гилла. Среди американских баптистов, возродивших такие же кальвинистские идеи, были Рольф П. Барнард и Генри Т. Махан, которые организовали первую Библейскую конференцию «Верховная благодать» в Эшленде, штат Кентукки, в 1954 году  хотя группы, обозначенные как «Верхованая благодать», не обязательно связаны с ними.
Кальвинистские баптистские группы, в настоящее время использующие термин «Верхованая благодать», включают Ассоциацию баптистов «Верховная благодать», Братство Верховной Благодати Канады и некоторых представителей растущего кальвинистского течения независимых баптистов, включая несколько сотен независимых баптистских церквей Landmark.

## По региону

### Великобритания

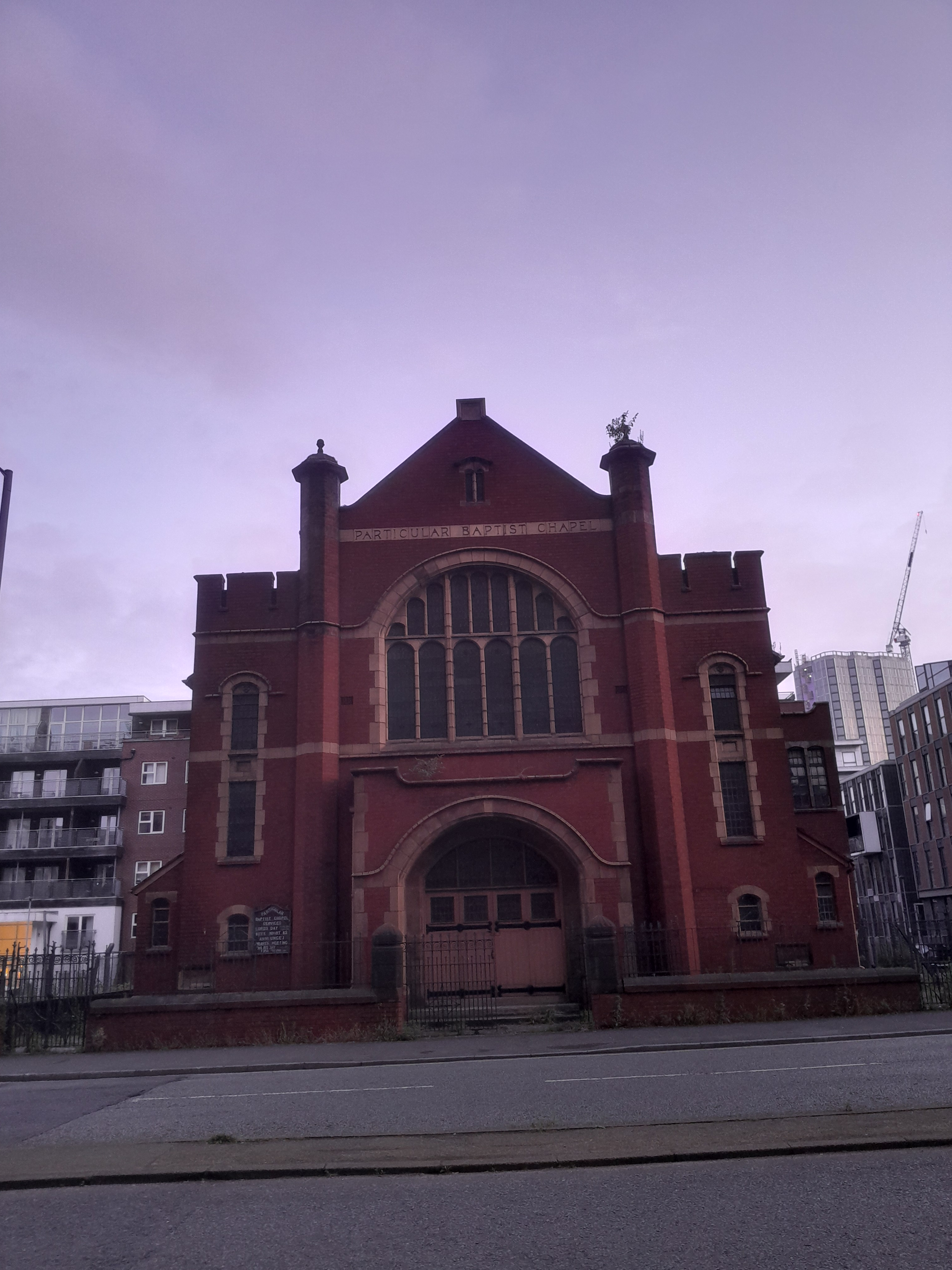
Часовня баптистов в Манчестере

Реформатские баптистские церкви в Великобритании существуют с 1630-х годов. Известными ранними пасторами были писатель Джон Баньян (1628–1688), Бенджамин Кич (1640–1704), теолог Джон Гилл (1697–1771), Джон Брайн (1703–1764), Эндрю Фуллер и миссионер Уильям Кэри (1761–1834). Чарльз Сперджен (1834–1892), пастор часовни на Нью-Парк-стрит (позднее Метрополитен-Скиния) в Лондоне, был назван «несомненно самым известным и влиятельным проповедником баптистов». Метрополитен-Скиния сама по себе оказала особое влияние на реформатское баптистское движение в Великобритании. Пасторами этой общины были Бенджамин Кич, Джон Гилл, Джон Риппон (1751–1836), Чарльз Сперджен и Питер Мастерс (упомянутый ниже). Их самыми важными личностями могут быть названы следующие: основатель (Кич, подписавший Декларацию 1689 года), теолог (Джилл), гимнограф (Риппон), проповедник (Сперджен) и реставратор (Мастерс).
В 1950-х годах среди баптистов Великобритании вновь возник интерес к реформатскому богословию.
Питер Мастерс, пастор Метрополитен Табернакля в Лондоне, создал Лондонскую реформатскую баптистскую семинарию в 1975 году.

### Соединённые Штаты
Баптистские церкви в Соединенных Штатах продолжали действовать в соответствии с конфессиональным заявлением, Лондонским баптистским заявлением 1689 года, но они переименовали его в соответствии с местными ассоциациями, в которых оно было принято: сначала Филадельфийское исповедание (1742 года, включающее две новые главы), а затем Чарльстонское исповедание (1761 года, заимствованное из Лондонского без изменений). Когда была основана Южная баптистская теологическая семинария, её руководящее исповедание, т. е. краткое изложение принципов, было обобщено в форме Лондонского баптистского исповедания 1689 года, а её основатель и президент Джеймс П. Бойс написал свой «Краткий обзор систематического богословия» с явно кальвинистской позиции. Первый значительный сдвиг от кальвинизма  в семинарии произошел под руководством Э. Я. Маллинза, президента с 1899 по 1928 год. Многие из упомянутых выше событий в Великобритании в 1950-х годах и позже также оказали влияние на баптистов в Америке, что особенно заметно в Движении основателей (которое было связано с так называемым «консервативным возрождением» в SBC) и в работах таких людей, как Уолтер Чантри, Роджер Николь и Эрнест Рейзингер .
В марте 2009 года, отмечая возрождение кальвинизма в Соединённых Штатах, журнал Time перечислил нескольких баптистов среди нынешних лидеров кальвинизма. Альберт Молер, президент Южной баптистской теологической семинарии, является ярым сторонником кальвинизма, хотя его позиция и встретила оппозицию внутри Южной баптистской конвенции. Джон Пайпер, который был пастором баптистской церкви Вифлеема в Миннеаполисе в течение 33 лет, является одним из нескольких баптистов, которые писали в поддержку кальвинизма.
В то время как Южная баптистская конвенция остается расколотой по вопросу кальвинизма, в Соединённых Штатах существует ряд явно реформаторских баптистских групп, включая Ассоциацию конфессиональных баптистов, Континентальные баптистские церкви, Ассоциацию церквей баптистов «Верховная благодать» и других баптистов «Верховной благодати». Подобные группы имели некоторое теологическое влияние со стороны других реформатских конфессий, таких как Православная пресвитерианская церковь. Примером этого является адаптация сборника гимнов «Троица» в Православной пресвитерианской церкви 1995 года, которая была опубликована для реформатских баптистских церквей в Америке как сборник гимнов «Троица» (баптистское издание).
К 2000 году реформатские баптистские группы в Соединённых Штатах насчитывали около 16 000 человек в 400 общинах.
В настоящее время в США действуют несколько реформатских баптистских семинарий: Международная реформатская баптистская семинария (IRBS), Баптистская теологическая семинария Завета, Библейская теологическая семинария Благодати и Реформатская баптистская семинария — четыре из них в той или иной форме придерживаются Лондонского баптистского исповедания 1689 года.

#### Ассоциация баптистских церквей Верховной Благодати
Ассоциация баптистских церквей Верховной Благодати (SGBA), организованная в 1984 году</ref> спонсирует ежегодную национальную конференцию, а церкви сотрудничают в миссиях, публикациях, ретритах, кэмпах и других мероприятиях. Миссионерский комитет подчиняется Исполнительному комитету, отбирает кандидатов и рекомендует их церквям в качестве поддержки. В настоящее время (2009) они поддерживают единое миссионерское начинание. Издательский комитет рассматривает и одобряет заявки и поставляет литературу в церкви. Grace News выходит ежеквартально. В 1991 году было принято Исповедание веры. Членство в SGBA открыто для любой баптистской церкви, подписавшей Устав и Символы веры. В состав общины входят 12 церквей, половина из которых находится в Мичигане. Ассоциация признана в качестве поддерживающей для военных капелланов Соединённых Штатов.

### Африка
Известные деятели реформатских баптистов в Африке — это Конрад Мбеве из Замбии, которого сравнивают со Спердженом, а также Кеннет Мбугуа и Джон Мусиими из баптистской церкви Эммануила в Найроби, Кения.
В Южной Африке 34 церкви Африкаансе-Баптистского союза следуют реформированной доктрине, в отличие от преимущественно англоговорящего Союза баптистов Южной Африки, который этого не делает.

### Европа
В Европе существует небольшая, но растущая сеть реформатских баптистских церквей. Итальянские церкви организованы в ассоциацию Евангельских реформатских баптистских церквей в Италии; несколько франкоязычных церквей возникли в результате работы английского миссионера Стюарта Олиотта в Église réformée baptiste de Lausanne, VD, CH, начатой в 1960-х годах. В Украине растёт сеть реформатских баптистских церквей. В Германии есть несколько небольших общинных церквей, самая большая из которых находится во Франкфурте-на-Майне. В марте 2023 года в Соединённом Королевстве была образована новая национальная ассоциация церквей, организованная как «Ассоциация конфессиональных баптистских церквей Соединённого Королевства».

### Бразилия
В Бразилии существует скромное по размерам объединение Comunhão Reformada Batista do Brasil (Баптистское реформаторское сообщество Бразилии), возникшее, в основном, благодаря работе американского миссионера Ричарда Денхэма в Сан-Жозе-дус-Кампус, штат Сан-Паулу. Поскольку она не оправдала ожиданий в плане динамизма и эффективности, её пларинуют заменить на более новую Конвенция —  Convenção Batista Reformada do Brasil  (Баптистская реформаторская конвенция Бразилии).

### Канада

#### Братство Верховной Благодати Канады
Братство Верховной Благодати Канады (SGF) — это содружество баптистских церквей в Канаде придерживающихся Баптистского исповедания 1644 или 1689 годов. На момент официального открытия в SGF входило 10 церквей, расположенных в Нью-Брансуике и Онтарио. По состоянию на 2012 год насчитывалось 14 церквей, включая баптистскую церковь на Джарвис-стрит в Торонто SGF — одна из баптистских групп, связанных с Баптистской семинарией и Библейским колледжем Торонто.